# Соди-Пальярес, Деметрио
Деме́трио Со́ди-Палья́рес (исп. Demetrio Sodi Pallares; 8 июня 1913 — 12 августа 2003) — мексиканский кардиолог, предложивший глюкозо-инсулино-калиевую смесь, широко используемую в терапии неотложных состояний по настоящее время.

## Биография
Родился в Мехико в 1913 году в семье выдающегося профессора права Деметрио Соди Герге (защищавшего Хосе де Леона Тораля — убийцу Президента Мексики Альваро Обрегона Салидо).
В 1929 году Деметрио Соди-Пальярес окончил медицинскую школу Национального университета Мексики.
После окончания медицинской школы работал в различных клинических службах в больнице общего профиля Мехико таких как эндокринология, дерматология, кардиология вместе с основателем мексиканской кардиологии доктором Игнацио Чавесом, в то время — руководителя кардиологической службы больницы и профессора кардиологии в Университете Мексики. Он проходил стажировку по физиологии с Wigger и Wilson в Энн-Арборе, Мичиган.
Он изучил французскую школу у Чавеса, австрийскую школу Wenckebach у Brumlick и англо-саксонскую школу Томаса Льюиса у Wilson. После своего возвращения в Мексику он произвёл блестящее объединение наиболее выдающихся электрокардиографических школ. Объединение было основано на изучении электрического процесса активизации и его связи с анатомическими, клиническими и физиологическими сведениями у больных.
Деметрос Соди-Пальярес умер 12 августа 2003 года в Мексике в возрасте 90 лет.

## Признание
В 1963 году Деметрио Соди-Пальярес становится вице-президентом и далее президентом Национальной Академии Медицины (Мексика). Он был награждён в 1964 году Золотой Медалью Национального Института Кардиологии.
В 1983 году он получил степени Почётного доктора Университета Кордовы (Испания), а в 1993 — University of Alcalá de Henares.

## Публикации
Соди-Пальярес опубликовал более 20 книг и получил более 100 научных наград. Особенно стала известна его книга «Nuevas Bases de Electrocardiografia» (New Basis of Electrocardiography) (1945 год).

## ГИК (Глюкозо-инсулин-калиевый раствор)
В ранние 1960-е годы, Деметрио Соди-Пальярес стал пионером в изучении метаболических нарушений сердца, развивающим новое лечение глюкозой, инсулином и калием (ГИК). Эта смесь сыграла важную роль в уменьшении внутрибольничной смертности от острого инфаркта миокарда.
Глюкозо-инсулин-калиевое лечение применялось Соди-Пальяресом при инфаркте миокарда. У большинства пациентов лечение применялось путём внутривенной инфузии раствора 40 мэкв хлорида калия и 12,5-25 единиц инсулина в 1000 мл 5-10 % растворе глюкозы. Скорость инфузии составляла 40-60 капель в минуту. Главные противопоказания для лечения являются шок и почечная недостаточность. Наилучшие результаты были получены у пациентов с электрографическими признаками «острого» и «хронического» повреждения и ишемии.